# Rosebud (Texas)
Rosebud é uma cidade localizada no estado norte-americano de Texas, no Condado de Falls.

## Demografia
Segundo o censo norte-americano de 2000, a sua população era de 1493 habitantes.
Em 2006, foi estimada uma população de 1380, um decréscimo de 113 (-7.6%).

## Geografia
De acordo com o United States Census Bureau tem uma área de
2,0 km², dos quais 2,0 km² cobertos por terra e 0,0 km² cobertos por água. Rosebud localiza-se a aproximadamente 125 m acima do nível do mar.

## Localidades na vizinhança
O diagrama seguinte representa as localidades num raio de 32 km ao redor de Rosebud.